# Pegunungan Arfak
Pegunungan Arfak – góry znajdujące się w zachodniej części Nowej Gwinei na półwyspie Vogelkop (Ptasia Głowa). Najwyższy szczyt ma wysokość 2916 m n.p.m. W górach Arfak znajduje się ekoregion Vogelkop Montane Rain Forests Ecoregion.
Trzy najwyższe szczyty Pegunungan Arfak to Gunung Mebo (2916 m n.p.m.), Gunung Gombian (2855 m n.p.m.) oraz Pengunungan Lina (2735 m n.p.m.). Największym miastem leżącym w tych górach jest leżące na ich południu Manokwari; pozostałe miejscowości to Andai, Warkapi, Oransbari oraz najbardziej na południu Ransiki. W indonezyjskiej części Nowej Gwinei występuje około 50 000 gatunków owadów, w tym ponad 5000 gatunków motyli i ciem. W Pegunungan Arfak występuje wiele motyli z rodzajów Trogonoptera, Troides oraz Ornithoptera (objętych wspólną angielską nazwą birdwings). Region ten został zbadany pod kątem zoologicznym w latach 1872–1873 przez L.M. d'Albertisa oraz O. Beccariego. Na jego terenie znajduje się Rezerwat Naturalny Arfak Mountains, którego obszar wynosi około 63 000 h.
Na terenie Pegunungan Arfak stwierdzono 320 gatunków ptaków, w tym 10 endemicznych. Są to: rudokurka krasnonoga (Rallina fasciata), ogrodnik brunatny (Amblyornis inornata), dziwook białoczelny (Melidectes leucostephes), dziwoliczek złoty (Melipotes gymnops), solnik czarnosterny (Sericornis rufescens), fletówka uboga (Pachycephala meyeri), tarczonos długosterny (Paradigalla carunculata), sześciopiór czarny (Parotia sefilata), astrapia czarna (Astrapia nigra) oraz mniszka złotosterna (Lonchura vana).
Jedynym endemicznym gatunkiem ssaka jest wolatuszka arfacka (Pseudochirulus schlegeli) z rodziny pseudopałankowatych. Prócz tego napotkać tu można inne gatunki o ograniczonym zasięgu, jak prakolczatka, ryjkołaz rudobrzuchy (Phascolosorex doriae), jamrajek mysi (Microperoryctes murina), drzewiak niedźwiedzi oraz gryzonie – nowogwinejek wytworny (Leptomys elegans) i białouch zachodni (Hyomys dammermani).